# Landeslabor Schleswig-Holstein
Das Landeslabor Schleswig-Holstein (LSH) ist eine Landesoberbehörde in Schleswig-Holstein, das Laboraufgaben zur wissenschaftlichen Begutachtung (z. B. Lebensmittel, Bedarfsgegenstände, Umweltanalytik, Fleischuntersuchungen) sowie Überwachungsaufgaben wahrnimmt.
Das LSH gehört zum Geschäftsbereich des Ministeriums für Landwirtschaft, ländliche Räume, Europa und Verbraucherschutz des Landes Schleswig-Holstein (MLLEV SH).
Seinen Sitz hat das LSH in Neumünster.

## Aufgaben
Das LSH nimmt Laboraufgaben sowie Überwachungsaufgaben wahr, hierzu zählen insbesondere:
- Laboruntersuchungen und wissenschaftliche Begutachtungen von Lebensmitteln und Bedarfsgegenständen
- Schlachttier- und Fleischuntersuchungen
- veterinärmedizinische Diagnostik
- Umweltanalytik und Umweltmonitoring im Bereich Gewässer und Boden
- Vollzugs- und Überwachungsaufgaben im Bereich Tierarzneimittel-, Futtermittel- und Handelsklassenrecht

Das LSH ist behördlicher Dienstleister und Überwachungsbehörde für den gesundheitlichen Verbraucherschutz in Schleswig-Holstein.